# Оноре Фрагонар
Оноре́ Фрагона́р (фр. Honoré Fragonard; 13 червня 1732, Грасс — 5 квітня 1799, Шарантон-ле-Пон біля Парижа) — французький анатом та перший директор французької ветеринарної школи в Альфорі, заснованої 1766 року. Виготовлені ним анатомічні препарати в техніці екорше стали окрасою анатомічного Музею Фрагонара в Мезон-Альфорі, Франція.

## Біографія

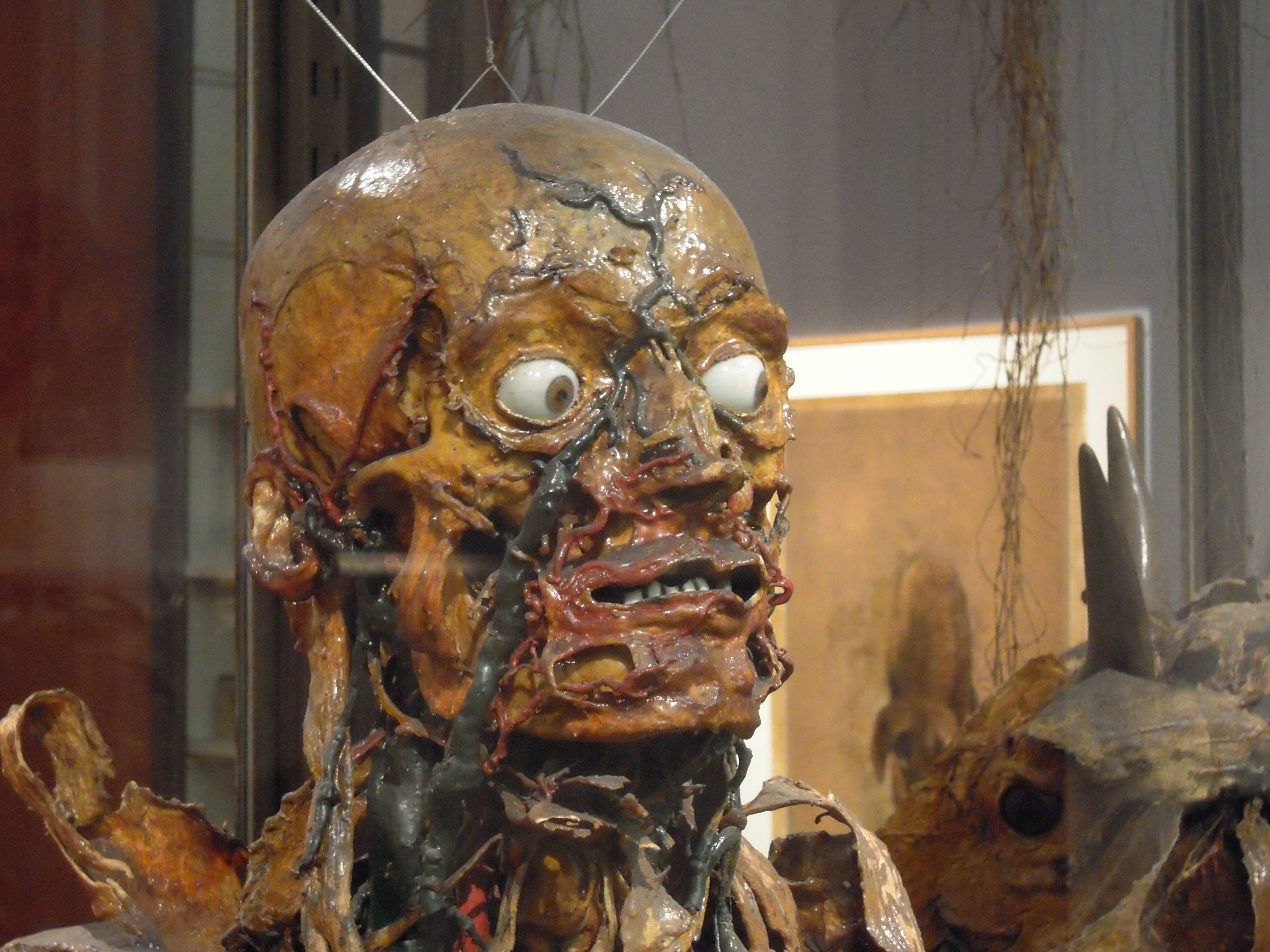
Погруддя муміфікованого чоловіка, анатомічний препарат, виконаний Оноре Фрагонаром в техніці екорше, Музей Фрагонара, Мезон-Альфор

Оноре Фрагонар, двоюрідний брат художника Жана-Оноре Фрагонара, народився 13 червня 1732 року в південно-французькому місті Грасс. Батько Оноре Фрагонара був парфюмером і рукавичником, проте сам Оноре навчався на хірурга. 1759 року він завершив свою хірургічну підготовку, а 1762 року обійняв посаду професора анатомії у заснованій Клодом Буржела ветеринарній школі в Ліоні. Там він почав займатися виготовленням анатомічних препаратів.
1765 року на побажання Буржела він разом зі своїми учнями переїхав до Парижа, щоб заснувати там ще одну ветеринарну школу. Таку школу було створено в Парижі того ж 1765 року під патронатом французького короля Людовика XV. Проте вже наступного 1766 року ветеринарна школа переїхала у містечко Мезон-Альфор на околиці французької столиці. Фрагонар став першим директором новозаснованої школи в Альфорі. До обов'язків Фрагонара як професора анатомії належало зберігати та розбудовувати анатомічну колекцію «Королівський кабінет» (Cabinet du Roi), яку він поповнив величезною кількістю власноручно виготовлених препаратів. В роботі над препаратами він нерідко застосовував власний варіант техніки екорше. Проте 1771 року Буржела, який мав право нагляду за ветеринарною школою Альфор, мав конфлікт з Фрагонаром, внаслідок чого він звільнив його з посади директора школи.
Про наступні 20 років життя Фрагонара є мало свідчень. Відомо, що Фрагонар не шукав собі іншої посади, хоча і мав такі можливості, а продовжив займатися анатомією приватно. Він мав невелику пенсію й додатково заробляв тим, що продавав виготовлені ним анатомічні препарати.
Фрагонар був активним учасником Французької революції. 4 липня 1792 року він виступив у Легіслативній асамблеї із закликом створити національний кабінет анатомії, поєднавши всі дрібні й розрізнені приватні колекції. 1793 року він увійшов до складу національного журі мистецтва, до якого входили також його двоюрідний брат Жан-Оноре Фрагонар та Жак-Луї Давід. 1794 року Фрагонару було доручено провести інвентаризацію французьких анатомічних колекцій, до яких належав і колишній «Королівський кабінет» ветеринарної школи в Альфорі. Проте з'єднати всі колекції в єдине національне зібрання Фрагонарові не вдалося. 1795 року Фрагонар був призначений директором анатомічного відділу новоствореної Школи здоров'я в Парижі. На цій посаді він пропрацював майже до смерті. В останні роки життя Фрагонар мав депресію й 5 квітня 1799 року помер у психіатричному притулку Шарантон.